# Aarón Quirós
Aarón Facundo Quirós (* 31. Oktober 2001 in Monte Grande) ist ein argentinischer Fußballspieler.

## Karriere

### Verein
Von der U20 des CA Banfield kommend, ging er Anfang 2020 in deren zweite Mannschaft über. Der Wechsel in die Erstvertretung folgte danach Anfang 2023. Bereits Ende August 2022 debütierte er aber für diese schon in der ersten Liga.

### Nationalmannschaft
Im Oktober 2023 wurde er erstmals für die argentinische U23 für die Vorbereitung vor dem Qualifikationsturnier für Olympia nominiert. Dort kam er auch drei Mal zum Einsatz. Bei dem Turnier selbst stand er dann in vier Partien auf dem Platz und erzielte dabei zwei Tore. Am Ende landete er mit seinem Team hier auf dem zweiten Platz der Endgruppe und qualifizierte sich so für die Spiele in Paris.